# Michael Joseph Owens
Michael Joseph Owens, född 1 januari 1859, död 27 december 1923, var en uppfinnare av automatiseringsmaskiner för glastillverkning. Hans skapelse, i vardagligt tal kallad Owensmaskin, banade vägen för automatiseringen av glastillverkningen i början av 1900-talet. Owens arbetade för Toledo Glass Factory och grundade 1903 Owens Bottle Machine Company. Owens bolag blev 1929 en del av Owens-Illinois.

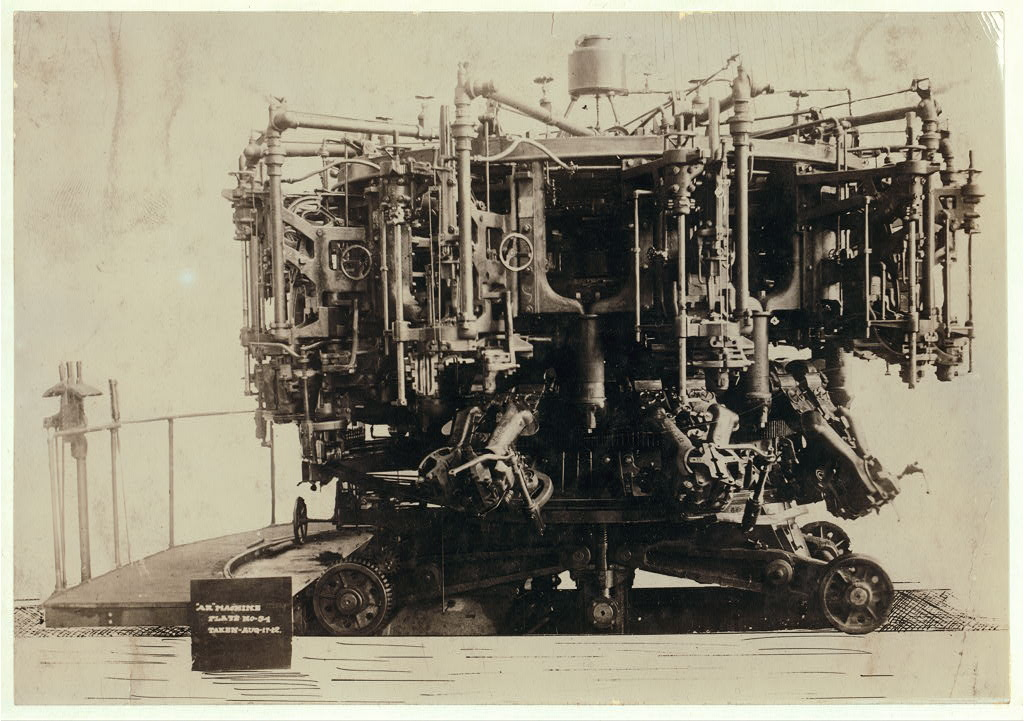
En Owensmaskin.